# Чуланова, Галина Михайловна
Галина Михайловна Чуланова (Ляпунова; род. 18 декабря 1938) — советская шахматистка, пятикратная чемпионка Армянской ССР (1957, 1958, 1959, 1960 и 1961).
Участница 6-го командного чемпионат СССР (1959) за сборную Армянской ССР. Участница 21-го чемпионата СССР (1962; январь).

## Спортивные результаты
| Год  | Город  | Турнир                           | + | − | = | Результат | Место |
| ---- | ------ | -------------------------------- | - | - | - | --------- | ----- |
| 1962 | Ереван | 21-й чемпионат СССР среди женщин | 4 | 7 | 8 | 8 из 19   | 14—15 |